# Piknik (hudební skupina)
Piknik (rusky Пикник) je sovětská a ruská rocková skupina založena v roce 1978. Debutové album vydala skupina v roce 1982 a spolu s příchodem Edmunda Škljarského v roce 1981 je to považován za bod vzniku současného Pikniku.

## Historie

### 1978–1981
Skupina byla založena v roce 1978 v Leningradu (Dnešní Petrohrad), ze studentů Leningradské polytechnické univerzity, kteří hráli v amatérské skupině Orion. Skupina hrála styl energického rokenrolu, blues a beaty.

### 1981–1983
Postupná profesionalizace skupiny přichází dle názoru členů kapely příchodem Edmunda Škljarskogo v roce 1981 na post vedoucího skupiny. V roce 1982 nahrála skupina svoje debutové album pod názvem Дым (Dým). Pořadí skladeb bylo určeno střídáním rychlých a pomalých písní. Na podzim roku 1982 se uskutečnil první koncert s novými písněmi v klubu Fonograf v Leningradském paláci mládeže.

### 1984–1987
Na podzim roku 1984 skupina vydává svoje druhé album Танец волка (Tanec vlka). V roce 1985 začíná skupina pravidelně pořádat koncertní vystoupení. Ve stejném roce je Piknik zařazen do černé listiny skupin, které mají zakázáno nahrávat ve studiích. Skupina byla napadena stranickým tiskem zejména za píseň Опиумный дым (Opiový kouř). V roce 1986 skupina našla stabilní sestavu Edmund Škljarskij (zpěv, kytara), Viktor Jevsjejev (baskytara, vedlejší zpěv), Jurij Ključan (klávesy, saxofon), Sergej Voronin (klávesy) a Vadim Ponomarjov (bicí).

### 1988–1990
V roce 1988 bylo v Moskvě pod hlavičkou nakladatelství Melodia nahráno album Родом ниоткуда (Původem odnikud). Na jaře v roce 1989 skupina Piknik absolvovala turné s francouzskou kapelou Dirty Side po městech v Pobaltí a polských Sopotech.
V roce 1990 skupina představila svůj grafický symbol. Začal se objevovat na všech albech a scénických dekorací.

### 1991–1995
22. srpna 1991 vystupuje Piknik na skupinovém koncertu s názvem Rock proti tankům na Palácovém náměstí v Leningradu, který se konal jako reakce na srpnový puč.
V roce 1993 v nakladatelství aura, vyšlo první album na CD nosiči. Jednalo se o znovu natočené album Дым (Dým), jehož natáčení se zúčastnili členové prvního složení skupiny.
16. února 1994 ve Velké koncertní síni Oktjabrsij (Октябрьский) s dvojletým zpožděním skupina oslavila 10. výročí od vydání prvního alba.

### 1996–2000
V roce 1997 vyšlo v nakladatelství Aura album Стекло (Sklo). V písni Два великана (Dva Velikáni) Edmund Škljarskij přivedl k nahrávce doprovodných popěvků svoje děti Alinu i Stanislava.
Na konci 90. let se počet koncertů za rok zvýšil, vystoupení se zkomplikovala a zmodernizovala, což zajišťovalo nepropadnutí se do bezvýznamnosti jako u podobných skupin populárních v 80. letech. Sám předák skupiny se snažil vymýšlet různé fascinující elektrické nástroje, které zajišťovaly pozornost kritiky a publika.
V roce 2000 na popud tří ukrajinských politiků skupina vytvořila společný program se Záporožským smyčcovým orchestrem a vystoupení se uskutečnilo 21. října ve sportovním komplexu Jubilejnyj.

### 2001–2005
V lednu 2003 kapela uspořádala turné po německých městech Hamburk a Osnabrück. A píseň Серебра! (stříbro) z alba Говорит и показывает (Hovoří a ukazuje) vydaného toho roku v březnu se držela dlouho na špici hitparády Чартова дюжина stanice Naše rádio. Samotné album se na jaře dostalo mezi pět nejžádanějších alb v Rusku.
5. dubna 2003 se uskutečnilo vystoupení v Petrohradském paláci sportu v rámci udílení 7 ročníku ocenění časopisu Fuzz, kde byla skupina nominovaná v kategorii nejlepší živá hudba.
18. října 2003 v Moskevském uměleckém divadla měla skupina společné vystoupení s Valerijem Kipělovem předákem skupiny Kipělov.
V prosinci skupina oslavila 20. výročí vydání alba Танец волка (Tanec vlka).
Na podzim 2005 začala vystoupením v Kyjevě turné s názvem Королевство кривых (Království křivých). Hlavní koncert tohoto turné se konal v Petrohradě v hale Oktjabrskij a záznam představení vyšel na DVD.

### 2006–2010
Dne 5. února 2006 bylo s podporou stanice Naše rádio, a televizních stanic O2TV, Music Box vydáno DVD Королевство кривых (Live!) (Království křivých (Živě!)).
Od 24. května do 27. května 2006 uskutečnila skupina turné po německých městech. V dalším programu skupina odcestovala na Dálný východ a odehrála tam tři koncerty.
6. prosince zemřel klávesista skupiny Sergej Voronin a pozici klávesisty později obsadil Viktor Jevsejev.
V lednu 2007 předák skupiny Edmund Šklarský nahrál hudbu k seriálu Закон мышеловки (Zákonitost pastiček na myši), který měl premiéru na konci června téhož roku na ukrajinském televizním kanálu 1+1.
V polovině července vyšlo DVD se dvěma archivními koncerty z let 1987 ze Saratova a z roku 1988 z Leningradu.
V roce 2008 vydali nové album Железные мантры (Železné mantry). V Dubnu skupina vyrazila na ukrajinské turné s názvem Мракобесие и джаз (Zpátečnictví a džez) a 1. října 2008 z města Murmansk skupina začala nové turné pod názvem Полнолуние (Úplněk).
Na podzim 2009 se skupina účastnil projektu stanice Naše rádio s názvem Sůl a speciálně pro tento projekt nahrála píseň Любо, братцы, любо (Láska, bratři, láska).

### Od roku 2011
V roce 2011 skupina dokončila turné Театр абсурда (Divadlo nesmyslu) a začala připravovat turné ke 30. výročí vzniku skupiny s hlavními koncerty v Petrohradě a Moskvě.
Na jaře 2012 vyšlo DVD a Blu-Ray se záznamem koncertu, který se uskutečnil v Petrohradě v Ledovém paláci.
V září 2012 skupina uspořádala miniturné po Kanadě a Spojených státech s programem 30 световых лет (30 světelných let).
Na podzim roku 2015 skupina představila svůj nový koncertní program pod názvem Большая игра (Velká hra).
Od podzimu 2016 do jara 2017 skupina uspořádala turné zrealizované na počest 35 výročí založení skupiny.
V den narození předáka skupiny Edmonda Škljarskogo 26. září 2017 vyšlo 22. album skupiny pod názvem Искры и канкан (Jiskry a kankán) a 11. října začalo turné na jeho podporu.
Dne 16. března měl minibus převážející skupinu na koncert v Rjazani dopravní nehodu. Členové skupiny se při této nehodě vážně zranili.
26. srpna 2022 vyšlo nové album Веселый и Злой (Veselý a Zlý).

### Teroristický útok v Krasnogorsku
Dne 22. března roku 2024 byl před vystoupením skupiny v koncertní hale Crocus City Hall ve městě Krasnogorsk na předměstí Moskvy, spáchán teroristický útok, při kterém zemřelo nejméně 143 lidí a více než sto lidí bylo zraněno. K útoku se následně přihlásil Islámský stát-Chorásán, afghánská odnož organizace Islámský stát.

## Diskografie

### Studiová alba
| Rok  | Název                | Fonetický přepis      | Překlad             |
| ---- | -------------------- | --------------------- | ------------------- |
| 1982 | Дым                  | Dym                   | Dýchej              |
| 1984 | Танец волка          | Taněc volka           | Tanec vlka          |
| 1986 | Иероглиф             | Ijeroglif             | Hyeroglif           |
| 1988 | Родом ниоткуда       | Rodom niotkuda        | Původem odnikud     |
| 1991 | Харакири             | Charakiri             | Harakiri            |
| 1994 | Немного огня         | Němnogo ognja         | Málo plamene        |
| 1995 | Вампирские песни     | Vampirskije pěsni     | Upíří písně         |
| 1996 | Жень-шень            | Žen-šen               |                     |
| 1997 | Стекло               | Stěklo                | Sklo                |
| 2001 | Египтянин            | Egipťan               | Egypťan             |
| 2002 | Чужой                | Čužoj                 | Cizý                |
| 2003 | Говорит и показывает | Govorit i pokazuvajet | Hovoří a ukazuje    |
| 2004 | Тень вампира         | Těn vampira           | Upíří stín          |
| 2005 | Королевство кривых   | Korolevstvo krivych   | Království křiváků  |
| 2007 | Мракобесие и джаз    | Mrakobesije i džaz    | Zpátečnictví a jazz |
| 2008 | Железные мантры      | Železhnyje mantry     | Železné mantry      |
| 2010 | Театр абсурда        | Teart absurda         | Absurdní divadlo    |
| 2011 | Три судьбы           | Tri sudby             | Tři věštby          |
| 2012 | Певец декаданса      | Pěvec dekadansa       | Zpěvák dekadence    |
| 2014 | Чужестранец          | Čužestraněc           | Cizák               |
| 2017 | Искры и канкан       | Iskry i kankan        | Jiskry a kankán     |
| 2019 | В руках великана     | V rukach velikana     | V rukách obra       |
| 2022 | Весёлый и злой       | Vesjolyj i zloj       | Veselý a zlý        |

### Výběry
| Rok  | Název                                              | Fonetický přepis                                        | Překlad                                             |
| ---- | -------------------------------------------------- | ------------------------------------------------------- | --------------------------------------------------- |
| 1993 | Коллекционный альбом ’83-’93                       | Kollekcionnyj album                                     | Sběratelské album                                   |
| 1999 | The Best                                           |                                                         | To nejlepší                                         |
| 2001 | Серия «Энциклопедия российского рока»              | Serija (Enciklopedija rossijskogo roka)                 | Série (encyklopedie ruského roku)                   |
| 2001 | Фиолетово-чёрный                                   | Fioletovo-čjornyj                                       | Fialově černá                                       |
| 2002 | Настоящие дни (1982—1992)                          | Nastojaščije dni                                        | Současné dny                                        |
| 2002 | Смутные дни (1992—2002)                            | Smutnyje dni                                            | Smutné dny                                          |
| 2002 | Серия «Антология русского рока»                    | Serija (Antologija russkogo roka)                       | Antologie ruského roku                              |
| 2005 | Новоегипетские песни                               | Novojegipetskije pěsni                                  | Novozéladské písně                                  |
| 2005 | Серия «Grand Collection»                           | Serija (Grand kolekšn)                                  | Série (Velká kolekce)                               |
| 2007 | Лучшие Песни. Серия «Новая Коллекция» (2CD)        | Lučšije Pěsni. Serija (Novaja Kollekcija)               | Nejlepší písně (Nová Kolekce) 2CD                   |
| 2009 | Лучшее (2CD)                                       | Lučšijeje (2CD)                                         | Nejlepší (2CD)                                      |
| 2010 | Лучшее (2CD)                                       | Lučšijeje (2CD)                                         | Nejlepší (2CD)                                      |
| 2010 | Серия «Лучшее на MP3. Коллекция легендарных песен» | Serija (Lučšjeje na MP3. Kollekcija legendarnych pěsen) | Série (Nejlepší na MP3. Kolekce legendárních písní) |
| 2011 | 30 световых лет (3CD)                              | 30 světovych let (3CD)                                  | 30 světelných let (3CD)                             |
| 2013 | Азбука Морзе (3CD)                                 | Azbuka Morze (3CD)                                      | Morseova abeceda (3CD)                              |
| 2015 | Большая игра (3CD)                                 | Bolšaja igra (3CD)                                      | Velká hra (3CD)                                     |
| 2016 | 35 — Лучшее и неизданное (2CD)                     | 35- Lučšjeje i něizdannoje                              | Nejlepší a nevydané                                 |
| 2018 | Левитация (2CD)                                    | Levitacija                                              | Levitace                                            |
| 2021 | Всё Перевернётся The Best [Vinyl-Rip]              | Vsjo Perevernjotsja dh best [Vinyl-Rip]                 | Všechno se obrátí To nejlepší [gramodeska]          |

### Samostatné písně
| Rok  | Název            | Fonetický přepis    | Překlad           |
| ---- | ---------------- | ------------------- | ----------------- |
| 2013 | Азбука Морзе     | Azbuka Morze        | Morseova abeceda  |
| 2015 | Большая Игра     | Bolšaja Igra        | Velká hra         |
| 2019 | Сияние           | Sijanije            | Svítá             |
| 2019 | В руках великана | V rukach velikana   | V rukách obra     |
| 2020 | Колдун           | Koldun              | Kouzelník         |
| 2021 | Всё перевернётся | Vsjo pěrevernjotsja | Všechno se obrátí |

### Videoklipy
| Rok  | Název                        | Fonetický přepis             | Překlad                     | Odkaz |
| ---- | ---------------------------- | ---------------------------- | --------------------------- | ----- |
| 1986 | Иероглиф                     | Ijeroglif                    | Hieroglyf                   |       |
| 1987 | Ты вся из огня               | Ty vsja iz ognja             |                             |       |
| 1988 | Праздник                     | Prazdnik                     | Svátek                      |       |
| 1989 | Бал                          | Bal                          | Bál                         |       |
| 1990 | Дай себя сорвать             | Daj sebja sorvať             | Nech se strhnout            |       |
| 1991 | С тех пор, как сгорели дома  | S těch por, kak sgoreli doma | Od té doby, co shořely domy |       |
| 1996 | Твоё сердце должно быть моим | Tvojo serdce dolžno byť moim | Tvoje srdce musí být moje   |       |
| 1996 | Немое кино                   | Němoje kino                  | Němý film                   |       |
| 1997 | Лицо                         | Lico                         | Obličej                     |       |
| 1998 | Пить электричество           | Piť električestvo            | Pít elektřinu               |       |
| 1999 | Шарманка                     | Šarmanka                     | Flašinet                    |       |
| 2000 | Фиолетово-чёрный             | Fioletovo-čornyj             | Fialově černá               |       |
| 2003 | Не кончается пытка           | Ně končajetsja pytka         | Nekončící muka              |       |
| 2004 | Королевство кривых           | Korolevstvo krivych          | Království křivých          |       |
| 2005 | У шамана три руки            | U šamana tri ruki            | Šaman má tři ruce           |       |
| 2007 | От Кореи до Карелии          | Ot korel do Karelii          |                             |       |
| 2007 | Из мышеловки                 | Iz myšelovki                 | Z pastičky na myši          |       |
| 2007 | Мракобесие и джаз            | Mrakobesije i džaz           | Tmářství i džez             | odkaz |
| 2008 | Существо                     | Suščestvo                    | Podstata                    | odkaz |
| 2008 | Приоткроется дверь…          | Priotkrojetsja dver...       | Dveře se otevřou...         | odkaz |
| 2009 | Цветок ненастья              | Cvetok něnasťja              | Kvítek nepohody             | odkaz |
| 2009 | Здесь живут дома-колодцы     | Zděs živut doma-kolodcy      |                             | odkaz |
| 2009 | Недобитый романтик           | Nědobityj romantik           | Nenapravitelný romantik     | odkaz |
| 2009 | Вот же это слово             | Bot že eto slovo             | To je to slovo              | odkaz |
| 2009 | Колдыри да колдобины         | Koldyri da koldobiny         |                             | odkaz |
| 2009 | Гиперболоид                  | Giperboloid                  | Hyperbola                   | odkaz |
| 2011 | Кукла с человеческим лицом   | Kukla s čelověčeskim licom   | Panenka s lidskou tváří     | odkaz |
| 2013 | Игла                         | Igla                         | Jehla                       | odkaz |
| 2015 | Чужестранец                  | Cužestraněc                  |                             | odkaz |
| 2015 | Танго „Чёрная каракатица     | Tango„Čornaja karakatica     | Tango „Černá sépie          | odkaz |
| 2016 | Мы как трепетные птицы       | My kak trepetnyje pticy      | Jsme jak mihotavý pták      | odkaz |
| 2019 | Лиловый корсет               | Lilovyj korset               | Fialkový korzet             | odkaz |
| 2020 | В руках великана             | V rukach velikana            | V rukách obra               | odkaz |
| 2020 | Сияние                       | Sijanije                     | Záření                      | odkaz |
| 2020 | Колдун                       | Koldun                       | Kouzelník                   | odkaz |
| 2021 | Всё перевернётся             | Vsjo perjevernjotsja         | Všechno se obrátí           | odkaz |

### DVD
| Rok  | Název                      | Fonetický přepis    | Překlad                    | Odkaz, poznámka |
| ---- | -------------------------- | ------------------- | -------------------------- | --------------- |
| 2001 | Live                       |                     | Živě                       |                 |
| 2004 | Превращение                | Prevraščjenije      | Proměna                    |                 |
| 2006 | Королевство кривых (Live!) | Korolevstvo krivych | Království křiváků (Živě!) |                 |
| 2007 | Пикник. Live! 1988         |                     | Piknik. Živě! 1988         |                 |
| 2008 | XXV                        |                     |                            |                 |
| 2009 | Железные Мантры            | Železnyje Mantry    | Železné mantry             |                 |
| 2012 | 30 световых лет            | 30 svetovych let    | 30 světelných let          |                 |

## Sestava skupiny

### Současná sestava
- Edmund Škljarskij – zpěv, kytara, Guitalele, dvanáctistrunná kytara.
- Leonid Kirnos – bicí.
- Marat Korčemnyj – bas kytara, vedlejší zpěv, Videomapping, akustická kytara.
- Stanislav Škljarskij – klávesový nástroj, syntezátor, vedlejší zpěv